# Matematička formulacija kvantne mehanike
Matematička formulacija kvantne mehanike bavi se matematičkim formalizmom koji omogućava rigorozni opis kvantne mehanike. Matematička arena na kojoj operiramo je separabilni Hilbertov prostor zajedno s {\displaystyle L^{2}} normom, gdje je {\displaystyle L^{2}} prostor kvadratno integrabilnih funkcija. 

## Matematički problemi u kvantnoj mehanici
U kvantnoj mehanici problemi nastaju kada je dimenzija Hilbertovog prostora beskonačna. U ovom dijelu pozabavit ćemo se s tri primjera koja ukazuju na te probleme. 

### Primjer 1: Problem svojstvenih vrijednosti
Ako se želi pronaći svojstvene vrijednosti operatora: {\displaystyle {\hat {A}}} rješava se iduća jednadžba:
```

  

    

      

        

          

            

              
A

              
^

            

          

        

        
ψ

        
=

        
a

        
ψ

      

    

    
{\displaystyle {\hat {A}}\psi =a\psi }

  

```

gdje je {\displaystyle a} svojstvena vrijednost danog operatora, a {\displaystyle \psi } svojstveni vektor pridružen svojstvenoj vrijednosti. 
No, može se dogoditi da navedena jednadžba ima samo trivijalna rješenja u Hilbertovom prostoru. Na primjer, ako je operator hamiltonijan za slobodnu česticu, rješava se iduća jednadžba:
{\displaystyle -\Delta \psi (x)=E\psi (x)}
Nju se može rješiti ako je svojstveni vektor u obliku ravnog vala: {\displaystyle \psi (x)=e^{ikx}} no, ova funkcija nije kvadratno integrabilna. Stoga je gornja jednadžba rješiva u Hilbertovom prostoru jedino za {\displaystyle \psi (x)=0}
Ovaj se problem rješava na sljedeći način: Prvo se početna jednadžba zapiše u idućem obliku: {\displaystyle ({\hat {A}}-a{\hat {I}})psi=0}
Ako izraz {\displaystyle {\hat {A}}-a{\hat {I}}} nije invertibilan, kaže se da {\displaystyle a} pripada spektru operatora {\displaystyle {\hat {A}}} koji se označava s {\displaystyle \sigma ({\hat {A}})}. U protivnom se kaže da {\displaystyle a} pripada rezolventnom skupu {\displaystyle \rho ({\hat {A}})}.

### Primjer 2: Norma operatora
Norma operatora {\displaystyle A} definira se:
```

  

    

      

        
‖

        
A

        
‖

        
=

        
{

        
sup

        

          

            

              
‖

              
A

              
ψ

              
‖

            

            

              
‖

              
ψ

              
‖

            

          

        

        
:

        
ψ

        
∈

        
H

        

          
/

        

        
{

        
0

        
}

        
}

      

    

    
{\displaystyle \|A\|=\{\sup {\frac {\|A\psi \|}{\|\psi \|}}:\psi \in H/\{0\}\}}

  

```

gdje je H Hilbertov prostor. Ako je norma operatora konačna, kaže se da je operator ograničen, a ako je  {\displaystyle \|A\|=\infty }, tada se kaže da je operator neograničen. 
U tom slučaju operator se ne može definirati na cijelnom Hilbertovom prostoru, već se najčešće zahtijeva da je domena operatora gusta u Hilberovom prostoru. Uzmimo za promjer operator položaja:    {\displaystyle {\hat {x}}\psi (x)=x\psi (x)}
Neka je {\displaystyle \psi (x)=(1+|x|)^{-{\frac {2}{3}}}}
Vidi se da je {\displaystyle \psi (x)} kvadratno integrabilna funkcija, no, kada se na tu funkciju djeluje operatorom položaja rezultirajuća funkcija više nije kvadratno integrabilna, što znači da nije definirana na Hilbertovom prostoru.

### Primjer 3: Adjungirani i samoadjungirani operator
Ako je dan ograničeni operator {\displaystyle {\hat {A}}} definiran na Hilbertovom prostoru, adjungat operatora je dan s {\displaystyle \langle \phi ,{\hat {A}}^{*}\psi \rangle =\langle {\hat {A}}\phi ,\psi \rangle } gdje je {\displaystyle \langle \centerdot ,\centerdot \rangle } označava skalarni produkt. Ako je {\displaystyle {\hat {A}}^{*}={\hat {A}}}, tada se kaže da je operator {\displaystyle {\hat {A}}} samoadjungirani operator. 
No, ako operator neograničen, tada se može dogoditi da se domene operatora i adjungiranog operatora ne podudaraju.

## Kada postoji kvantna mehanika?
Promotrimo iduću komutacijsku relaciju:
```

  

    

      

        
[

        

          

            

              
p

              
^

            

          

        

        
,

        

          

            

              
q

              
^

            

          

        

        
]

        
=

        
−

        
i

        
ℏ

      

    

    
{\displaystyle [{\hat {p}},{\hat {q}}]=-i\hbar }

  

```

gdje je {\displaystyle {\hat {p}}} operator momenta, {\displaystyle {\hat {q}}} operator položaja, te {\displaystyle \hbar } reducirana Planckova konstanta.
Ova relacija se još naziva Born-Jordanova relacija, te se iz nje može iščitati kada postoji kvantna mehanika ovisno o definiciji operatora {\displaystyle {\hat {p}}} i {\displaystyle {\hat {q}}}. Naime, ako je {\displaystyle \hbar =0}, tada se može reći da kvantna mehanika ne postoji zbog Heisenbergovih relacija neodređenosti.
U ovom dijelu će se promotriti tri slučaja za operatore {\displaystyle {\hat {p}}} i {\displaystyle {\hat {q}}}. 
1)	Uzmimo da su p i q nxn matrice, pri čemu će n prirodni broj, te pretpostavimo da Born-Jordanova relacija vrijedi. Uzimajući trag početne relacije lako se vidi da konstanta mora biti jednaka nuli jer je n proizvoljan. Dakle, {\displaystyle {\hat {p}}} i {\displaystyle {\hat {q}}} ne mogu biti matrice ako želimo da vrijede zakoni kvantne mehanike.
2)	Sada pretpostavimo da su {\displaystyle {\hat {p}}} i {\displaystyle {\hat {q}}} opservable definirane svuda na Hilbertovom prostoru, te da zadovoljavaju početnu relaciju i da jedna od njih ima svojstveni vektor. Ako su p i q opservable, to znači da su samo-adjungirani operatori jer im spektar mora biti realan. Nadalje operatori  {\displaystyle {\hat {p}}} i {\displaystyle {\hat {q}}} su definirani svuda na Hilbertovom prostoru, to znači da su p i q ograničeni operatori prema Hellinger-Toeplitz teoremu. Uzimajući sve u obzir, može se pokazati da je i u ovom slučaju reducirana Planckova konstanta jednaka nuli. 
3)      Sada pogledajmo slučaj u kojemu su operatori {\displaystyle {\hat {p}}} i {\displaystyle {\hat {q}}} definirani na gustom potprostoru Hilbertovog prostora. Naime, ako je barem jedan operator neograničen, pročetna relacija je zadovoljena. Čitatelj može vrlo lako dokazati ovu tvrdnju korištenjem iduće relacije: {\displaystyle [{\hat {p}},{\hat {q}}^{n}]=-in\hbar {\hat {q}}^{n-1}}
Ova relacija se može dokazati uz pomoć matematičke indukcije.